# Duron (processor)
De AMD Duron is een x86-compatibele computerprocessor ontworpen door AMD. Hij werd uitgebracht op 19 juni 2000 als een goedkoop alternatief voor AMD's eigen Athlon-processor en de Celeron- en Pentium III-processorlijnen van rivaal Intel. De Duron werd beëindigd in 2004 en opgevolgd door de Sempron.

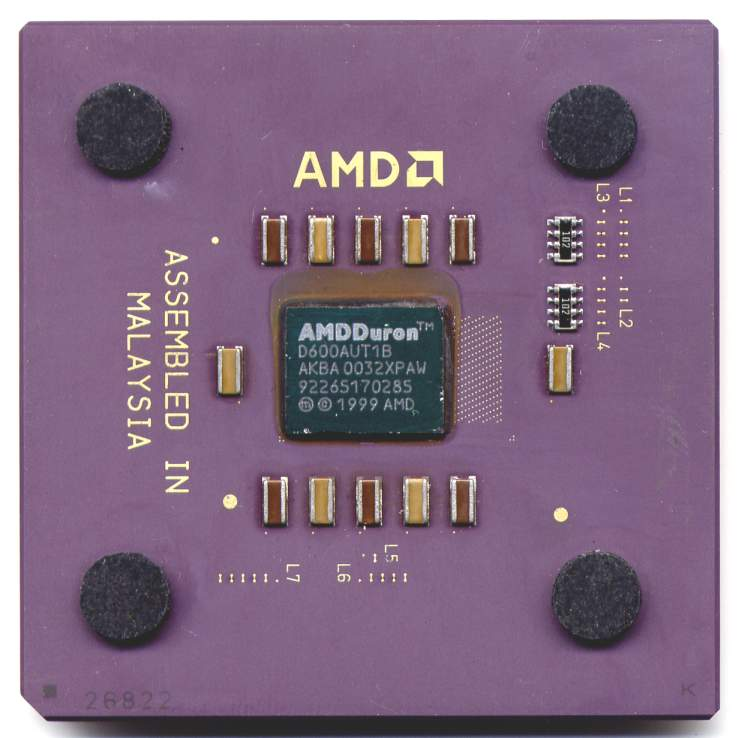
AMD Duron "Spitfire" CPU